# Elmstein
Elmstein település Németországban, Rajna-vidék-Pfalz tartományban. Lakosainak száma 2418 fő (2023. december 31.).

## Népesség
A település népességének változása:
| Lakosok száma | 2870 | 2392 | 2399 | 2403 | 2400 | 2418 |
|               | 1975 | 2017 | 2019 | 2021 | 2022 | 2023 |